# 石油產業

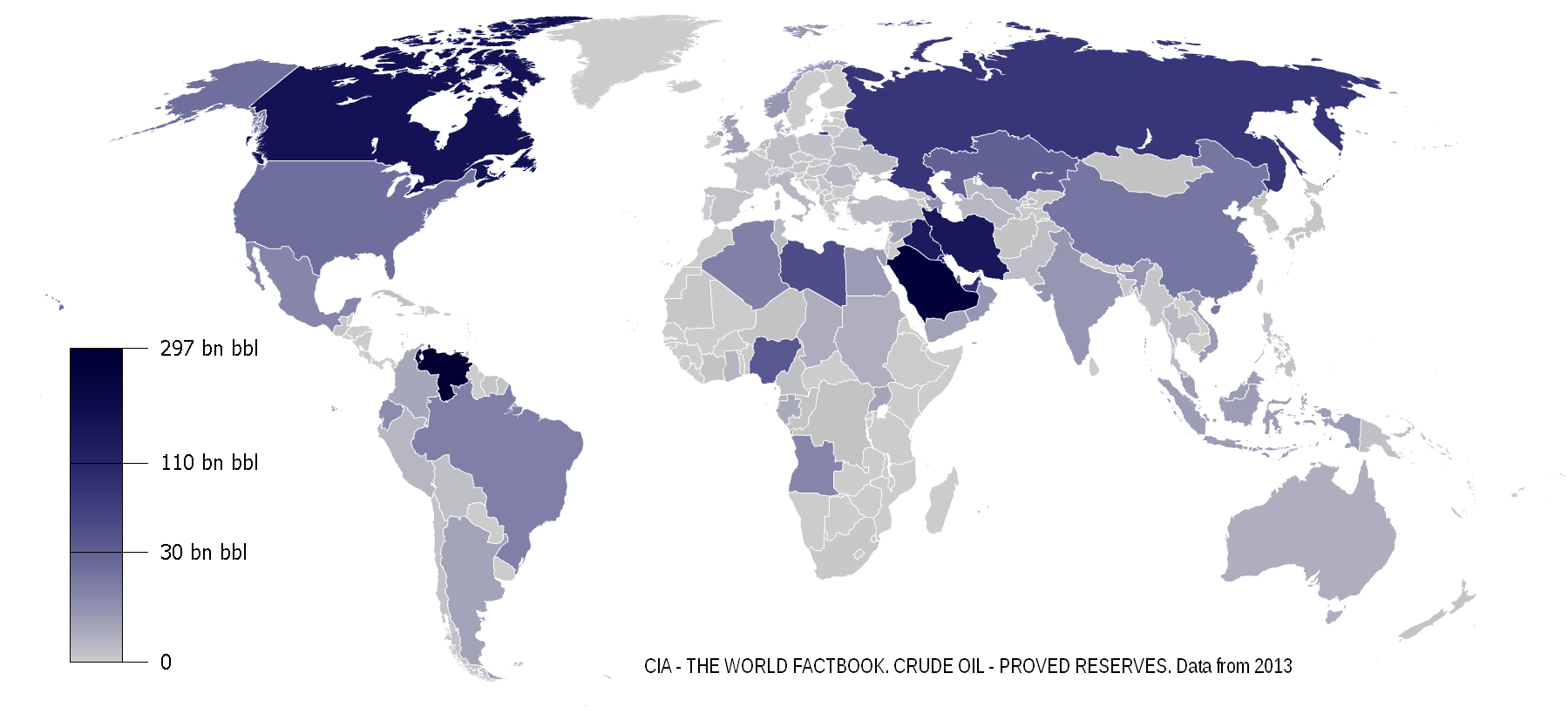
2013年各國已探明石油蘊藏量

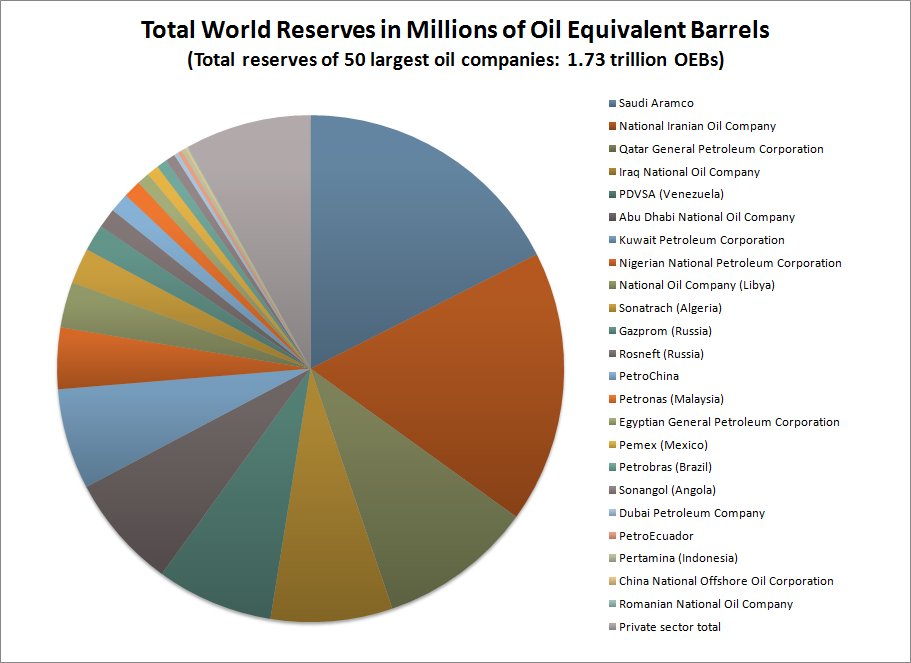
全球50間最大石油公司擁有的石油和天然氣蘊藏量分佈，數字依2008年發表的報告

石油產業，是勘探、開採、提煉、運輸和銷售石油產品的產業。以體積計，石油產業的最主要產品是重油和汽油。石油也是許多化工產品的原料。石油產業可再分為上游、中游和下游。
全球每年消耗約300億桶（約4.8立方公里）石油，大部分由已發展國家消耗。美國是消耗石油最多的國家，在2007年消耗了該年全球生產石油的四分之一。

## 現代歷史

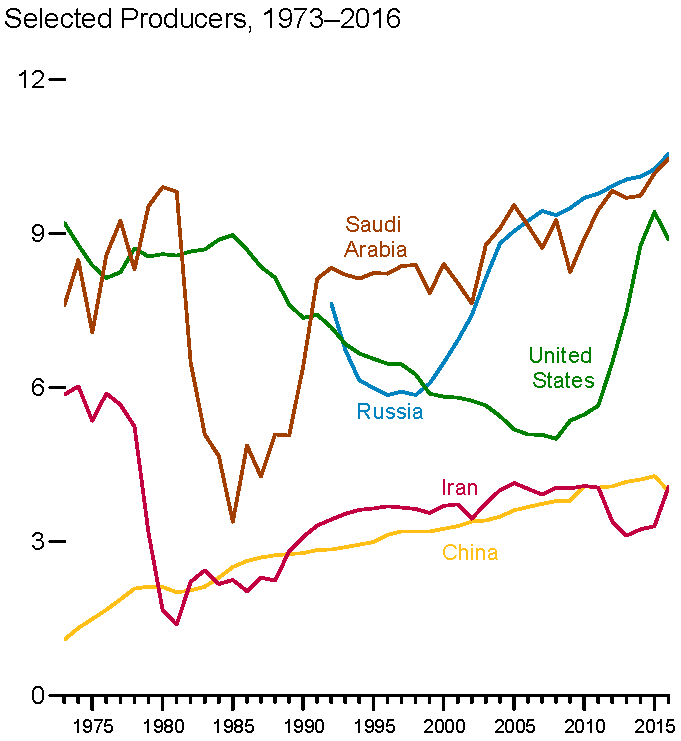
數個主要石油生產國的產油量變遷

俄羅斯在1825年生產3,500噸石油，到該世紀中葉產量已翻倍。
加拿大的第一個商業性油井於1858年開始營運。美國的首次現代石油鑽探於1850年代在今西弗吉尼亞州和宾夕法尼亚州開始。到1925年，美國已超越俄羅斯成為全球最大產油國。到1920年代，多個國家已經建立了油田，包括加拿大、波蘭、瑞典、烏克蘭、美國、秘魯和委內瑞拉。
二次大戰後，中東國家的石油產量超越美國。與此同時，深水鑽採和钻井船的技術也發展起來。